# Acrotylus patruelis
Acrotylus patruelis är en insektsart som först beskrevs av Herrich-Schäffer 1838.  Acrotylus patruelis ingår i släktet Acrotylus och familjen gräshoppor. Inga underarter finns listade i Catalogue of Life.

## Bildgalleri

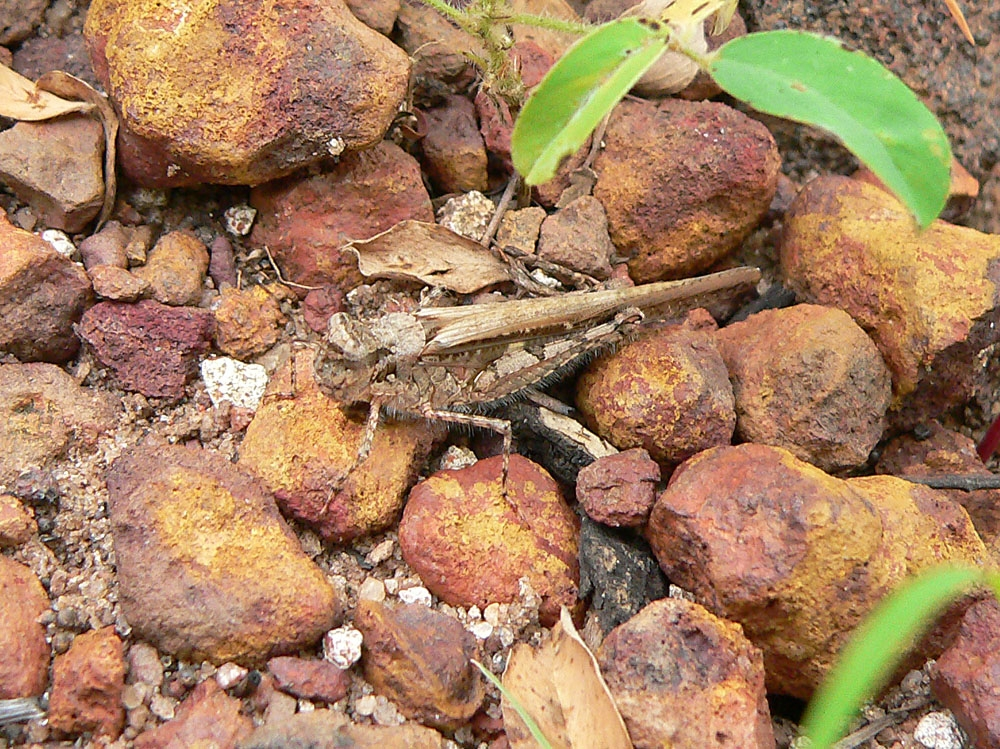